# 亀澤杏菜
亀澤 杏菜（かめざわ あんな、本名及び旧芸名：亀澤 杏奈 (読み方同じ）、1991年〈平成3年〉10月5日 - ）は、日本のグラビアモデル、レースクイーン、元ファッションモデル。
愛知県出身。プリッツコーポレーション所属。豊川市立代田小学校→豊川市立代田中学校→愛知県立国府高等学校卒業。

## 略歴

### ニコモからレースクイーンへ
2004年、ファッション雑誌「ニコラ」（新潮社）の第8回ニコラモデルオーディションで応募総数4,970人の中からグランプリ5名の中の一人に選ばれ、同年11月号より同誌の専属モデル『ニコモ』として活動。グランプリ受賞後には特集記事で、虎南有香・岡本玲・菅聡美らと共演している。2005年には「LemonTeen Plus」Vol.6（バウハウス）でグラビアを飾った。
しかし、進学した高校が芸能活動を禁止していたことから、ニコモの卒業年齢となる16歳を待たずして学業に専念しニコモを引退。所属していたスターダストプロモーションを退所し一旦芸能界から身を引いたが、2012年、25年ぶりに復活した『ミスアクション2013』に再起を賭けて応募。セミファイナル40名の中に入ったが、グランプリ受賞はならなかった。
その後ア・ライズプロモーションに所属し、2013年から2020年まで7年間にわたり「東海でちゃう!ガールズ」の一員として活動。でちゃう!ガールズとして2015年のSUPER GTレースクイーンも務めた。また2014年からはYAMAHAレーシングレディとしても活動し、東京や大阪のモーターサイクルショーや鈴鹿8耐などのレースに参加している。
2016年「KONDO Racing ADVAN GAL」、2017年「埼玉トヨペットサポーターズ」、2018年「シンリョウレーシング GLocalレディ」といったスーパー耐久のRQに携わり、2019年「T-DASH JLOCエンジェル」としてSUPER GTのRQに復帰。この間に所属事務所を現在のプリッツコーポレーションに移している。日本特殊陶業のイメージガールに当たる『NGKスパークガール』としての活動もあった。

### ZENT sweetiesからAstemoアンバサダーへ
2020年秋には東京オートサロン2021のイメージガール『A-class』メンバーを決めるセレクション審査に応募したが、メンバー入りはならず。翌2021年2月、レースクイーンユニット『ZENT sweeties』の同年度メンバーを決めるSHOWROOMオーディションにエントリーし、グランプリを獲得。藤井マリーと共にSHOWROOM選考メンバーとしてsweeties入りを果たした。
2022年3月2日、藤井・松田蘭と共にZENT sweetiesを継続することを発表。これを機に芸名を「亀澤杏菜」に改めた。ちなみに同年度のsweeties最年少メンバーだったナタリア聖奈との年齢差は11歳5か月と、sweeties史上最大である。同年8月30日、ジュピラー・プロ・リーグに所属するシント＝トロイデンVVのイメージガールに当たる『シントトロイデンガールズ』のメンバーに選出。翌2023年度も引き続きシントトロイデンガールズを務めていた。
2023年は2年間務めた永原芽衣の後任として、GT300クラス・Max Racingのレースクイーンに当たる「Max Lady」を務めたが、第4戦の富士スピードウェイで起こった車両火災の影響によりシーズン途中での撤退を余儀なくされた。また同年7月22日 - 23日にモビリティリゾートもてぎで行われた『2023 Fanatec GT World Challenge ASIA』では、南真琴・葵成美と共にMaezawa Racingのレースクイーンとしてスポット参加した。
2024年1月13日に発表された『日本レースクイーン大賞2023』では冠スポンサーの「メディバンネップリ賞」を受賞。同年2月15日、Astemo REAL RACINGのRQに当たる「Astemoアンバサダー」への就任を発表。Astemo REAL RACINGは横田りかがKeihin時代の2020年から4年間在任し、安倍有里子が2016年以来7年ぶりに復帰（2024年・2025年も続投）していたが、Astemo改称後、REAL RACINGのRQに新規就任したのは亀澤が最初となった。翌2025年も引き続きAstemoアンバサダーを務めている。

## 人物
- 愛称はニコモ時代が「アンナ©」[1]、活動再開後は「あんちぃ」[雑誌 7][動画 1]。但し、元アライブエンタテインメント所属の原紀舟からは「あんてぃー」と呼ばれていた[28]。
- ライバル誌『ラブベリー』（徳間書店）の専属モデルだった菅沼美帆とは小学・中学・高校の同期で、スターダスト時代の同僚。また同じダンススクール（TCスプラウト）にも通っていた。
- 学生時代はバスケットボール部に在籍し、キャプテンを務めたことがある。
- 趣味は音楽鑑賞[2]、買い物、ドライブ[雑誌 2]。

## レースクイーン歴
| 年            | カテゴリー                   | チーム名                                              | 他メンバー                                              |
| ------------- | ---------------------------- | ----------------------------------------------------- | ------------------------------------------------------- |
| 2014年        | MotoGP 日本グランプリ        | YAMAHAレーシングレディ ヤマルーブガール               | 枇杷田えみ                                              |
| 2015年        | SUPER GT GT300               | JLOC でちゃう!ガールズ (DGRQ)                         | 野村さやか、神崎優香、秋葉のぞみ                        |
| 2016年        | スーパーフォーミュラ         | SUNOCO Team LeMans チームルマン サーキットレディ      | REIKA、久保まい、奥田しおり                             |
| 2016年        | スーパー耐久                 | KONDO Racing ADVAN GAL                                | 伊藤彩、池永百合                                        |
| 2017年        | スーパー耐久                 | 埼玉トヨペット Green Brave 埼玉トヨペットサポーターズ | 前田真実果、南野カイリ、兎澤香、 滝川メグ、朝比奈英呼   |
| 2018年        | スーパー耐久                 | シンリョウレーシング GLocalレディ                     | 水野莉子、歌原麻友、木野絵理菜                          |
| 2019年        | SUPER GT GT300               | T-DASH JLOCエンジェル                                 | 星野奏、おの五月、有栖未桜、黒田智子                    |
| 2019年        | スーパー耐久                 | C.S.I Racing カロラッキーズ                           | [ 雑誌 9 ]                                              |
| 2020年        | SUPER GT GT500               | KONDO Racing NGKスパークガール                        |                                                         |
| 2020年        | スーパー耐久                 | C.S.I Racing カロラッキーズ                           | 沙月リサ                                                |
| 2020年        | 86/BRZレース                 | T by TWO CABANA Racing カバレオンカラーズ             | [ 動画 2 ]                                              |
| 2021年        | SUPER GT GT500               | TGR TEAM ZENT CERUMO ZENT sweeties                    | 高橋菜生、藤井マリー、松田蘭、小湊美月                  |
| 2021年        | 86/BRZレース                 | T by TWO CABANA Racing カバレオンカラーズ             | [ 雑誌 11 ] [ 動画 2 ]                                  |
| 2022年        | SUPER GT GT500               | TGR TEAM ZENT CERUMO ZENT sweeties                    | 藤井マリー、松田蘭、花乃衣美優、 黒木麗奈、ナタリア聖奈 |
| 2023年        | SUPER GT GT300               | Max Racing Max Lady                                   | らいな                                                  |
| 2023年        | GTワールドチャレンジ・アジア | Maezawa Racing レースクイーン                         | 南真琴、葵成美                                          |
| 2024年 2025年 | SUPER GT GT500               | Astemo REAL RACING 「Astemoアンバサダー」             | 安倍有里子                                              |

## 出演

### イメージガール
- 東海でちゃう!ガール（2013年 - 2020年）[5]
- 日本特殊陶業「NGKスパークガール」（2018年[注 4]・2020年[9]）
- シント＝トロイデンVV「シントトロイデンガールズ」（2022年[注 5] - 2023年度[注 6]）
- ゴルフトゥデイ（三栄）・GT バーディーズ　（2024年）[雑誌 13][動画 3]

### ラウンドガール
- Prime Video Presents Live Boxing 9 （2024年7月20日・両国国技館） - 木村楓と共演[31]

### テレビ番組
- メ～テレ インフォマーシャルドラマ「ギャルばな!」（2019年9月）- 柴咲マナ・五十嵐いなと共演[32]
- テレビ東京「EXITのベルギー行ったらモテるやつ」（2022年10月 - 2023年9月） - シントトロイデンガールズとして出演

### イベント
| イベント名                   | 年            | 出演ブース                      | 備考                                                   |
| ---------------------------- | ------------- | ------------------------------- | ------------------------------------------------------ |
| 東京オートサロン             | 2015年        | AUTOWAY                         | 黒崎まゆと共演（シルバーコス）                         |
| 東京オートサロン             | 2017年        | スタンレー電気                  | 星井ひなのと共にコンパニオンを担当                     |
| 東京オートサロン             | 2018年        | cargraphic japan                | [ 35 ]                                                 |
| 東京オートサロン             | 2019年        | NGKスパークプラグ               | ブース内ではMCも担当。                                 |
| 東京オートサロン             | 2022年        | 東名 T by TWO                   | 有栖未桜と共演                                         |
| 東京オートサロン             | 2023年        | プロジェクト・ミュー            | CABANA Racingのレースクイーンとして参加                |
| 東京オートサロン             | 2024年        | BYD                             | [ 37 ]                                                 |
| 東京オートサロン             | 2025年        | AME Wheels/共豊コーポレーション | [ 38 ]                                                 |
| 東京モーターサイクルショー   | 2015年 2016年 | YAMAHA ワイズギア               | [ 4 ] [ 動画 4 ]                                       |
| 大阪モーターサイクルショー   | 2015年 2017年 | YAMAHA ワイズギア               | [ 39 ]                                                 |
| 東京モーターショー           | 2017年        | スタンレー電気                  | [ 注 8 ]                                               |
| 鈴鹿8時間耐久ロードレース    | 2015年        | YAMAHA ヤマルーブガール         | 枇杷田えみと共演                                       |
| 鈴鹿8時間耐久ロードレース    | 2018年        | NGKスパークプラグ PRガール      | [ 雑誌 12 ]                                            |
| 東京ゲームショウ             | 2016年 2017年 | カプコン                        |                                                        |
| 東京ゲームショウ             | 2018年        | 日本工学院                      | [ 42 ]                                                 |
| 東京ゲームショウ             | 2023年        | VIC GAME STUDIOS                | 『BREAKERS : UNLOCK THE WORLD』 のPRコンパニオンを担当 |
| 東京ゲームショウ             | 2024年        | COPCOM                          | デッドライジングコーナー 蜂ガールを担当                |
| 名古屋モーターサイクルショー | 2022年        | ハーレーダビッドソン            | [ 44 ]                                                 |
| JAPAN MOBILITY SHOW          | 2023年        | HW ELECTRO                      | はらことはとも共演                                     |
| 名古屋モビリティショー       | 2023年        | BYD                             | [ 46 ]                                                 |
| 大阪モーターショー           | 2023年        | BYD                             | [ 47 ]                                                 |
| 札幌モビリティショー         | 2024年        | BYD                             | [ 48 ]                                                 |

### 雑誌
- ニコラ（新潮社） - ニコモ（2004年 - 2006年）[1]
- LemonTeen Plus Vol.6（バウハウス・2005年7月）[雑誌 4]
- ギャルズ・パラダイス「2022東京オートサロン編」（三栄・2022年2月） - 表紙・グラビアに登場[雑誌 16]
- 亀澤杏菜「幸運を呼ぶアゲBODY」ＳＰＡ！デジタル写真集 (ＳＰＡ！ＢＯＯＫＳ) Kindle版 [雑誌 17]

### Web動画
- アネブル 『マナブとアンナの突撃!会社訪問』 - YouTube（2020年12月1日公開） - 鈴木学と共演
- トヨタカスタマイジング&ディベロップメント
  - 『新型MIRAIカスタマイズトークショー』（2021年1月17日公開） - MC担当
前編 - YouTube 後編 - YouTube
  - 『Real vs Virtual ドライバートークショー』（2021年2月19日公開） - MC担当
前編 - YouTube 後編 - YouTube